# 덴마바야시촌
덴마바야시촌(天間林村)은 아오모리현 가미키타군의 북서부에 위치했던 촌이다.
인접한 가미키타군 시치노헤정과 연결이 강하여 도호쿠정, 가미키타정과의 합병을 목표로 중부 가미키타 합병 협의회를 설립했지만
재정문제로 대립하여 가미키타정이 이탈하면서 합병 협의회를 해산되어 덴마바야시촌과 시치노헤정이 합병 협의회를 설립하여 2005년 3월 31일에 시치노헤정으로 신설 합병되어 이날 자치체는 폐지되었다.

## 역사
일찍이 조몬 시대부터 취락이 존재하고 있었다고 보여지며, 후타츠모리 패총 등의 조몬 유적군이 존재한다.
- 1889년 정촌제 시행에 의해 7개 촌이 합병해, 덴마바야시촌이 성립하였다.

## 교통

### 도로
- 국도 4호선
- 국도 394호선